# DB Cargo Spedkol
DB Cargo Spedkol Sp. z o.o. (VKM: DBSRS) – polski przewoźnik kolejowy.

## Historia
Przedsiębiorstwo, funkcjonujące pierwotnie pod firmą Sped-Kol Blachownia Sp. z o.o., powstało w 1997 r. w wyniku podziału majątku Zakładów Chemicznych Blachownia, wchodząc w skład spółki Blachownia Holding S.A. W latach 2000–2009 nosiło nazwę PCC Spedkol i wchodziło w skład holdingu PCC Rail, dysponując w 2000 r. flotą 700 cystern kolejowych. Obecnie jest własnością DB Cargo Polska.

## Usługi
DB Cargo Spedkol zajmuje się spedycją towarów, przewozem artykułów chemicznych w cysternach kolejowych, materiałów niebezpiecznych, usługami z zakresu wynajmu, napraw i konserwacji taboru kolejowego, obsługą bocznic kolejowych i usługami przeładunkowymi i magazynowymi z wykorzystaniem własnych terminali przeładunkowych.
Głównymi klientami przedsiębiorstwa są zakłady chemiczne w Kędzierzynie-Koźlu i Brzegu Dolnym.

## Przewozy kolejowe

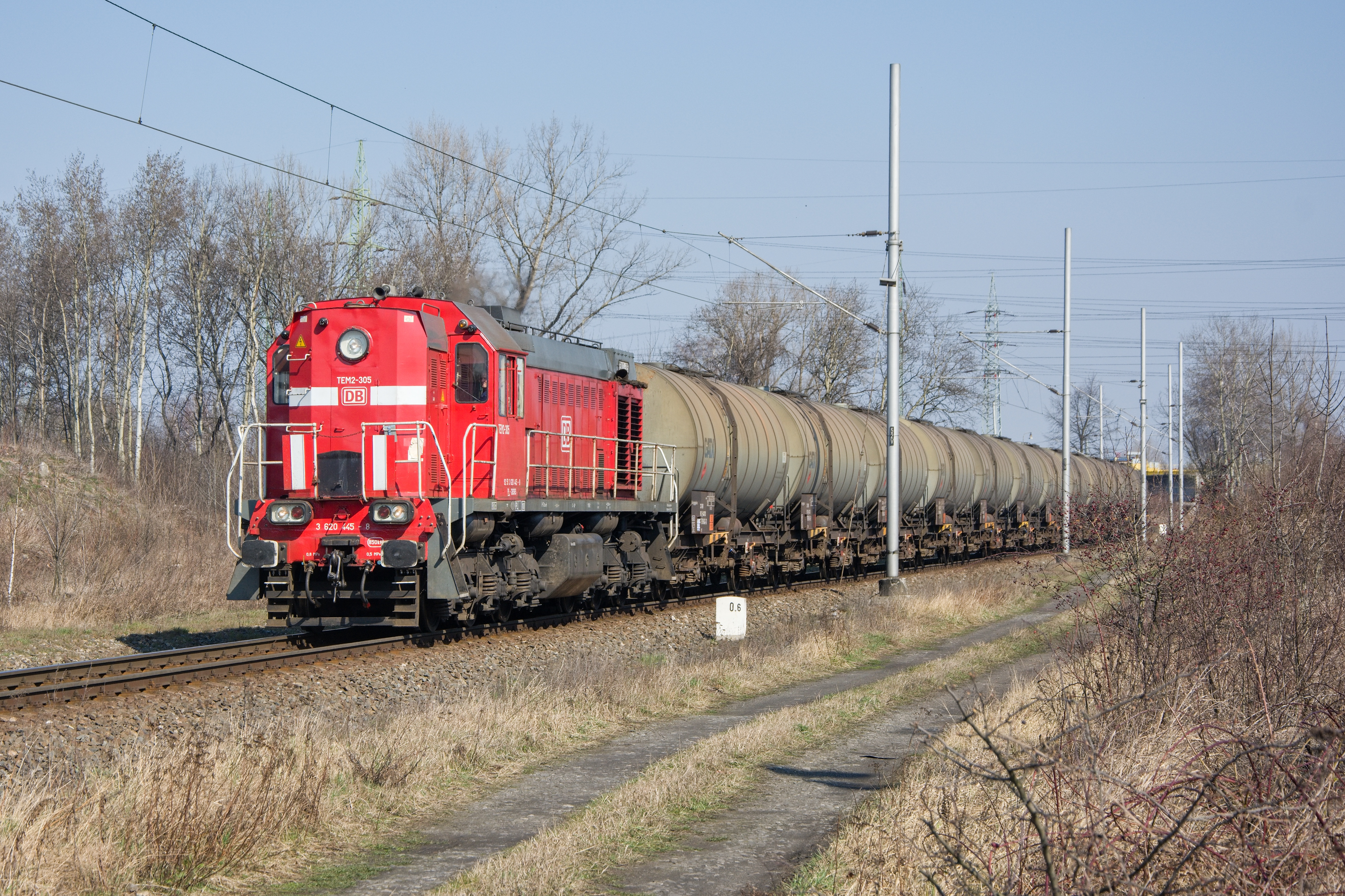
Pociąg z lokomotywą TEM2-305 DB Cargo Spedkol

Od kwietnia 2006 do lutego 2023 roku spółka regularnie przewoziła benzen w składach całopociągowych z Petrochemii-Blachownia do czeskich zakładów chemicznych BorsodChem MCHZ Ostrawa.
Spółka organizuje pociągi liniowe z wagonami pojedynczymi z Polski do Niemiec i Czech. Pierwszy pociąg z nazwą Silesia łączy od 2010 r. Górny Śląsk i rejon Wrocławia z Niemcami, kolejnymi pociągami liniowymi spółki DB Cargo Spedkol są Moravia (od 2012 r. ze Sławęcic do Bogumina) oraz Mazovia. Od lutego 2023 Spedkol jest nie tylko organizatorem, ale także przewoźnikiem pociągu Moravia.
Według danych UTK z 2021 r. udział przewoźnika DB Cargo Spedkol w towarowych przewozach międzynarodowych wynosił 0,07% według masy oraz 0,01% według pracy przewozowej. Głównymi grupami towarów przewożonych przez spółkę są chemikalia oraz produkty chemiczne.